# Revolta dels zanj
La revolta dels zanj fou una revolta d'esclaus del baix Iraq al segle viii que va anar precedida de dos intents de revolta anteriors al segle VII. Nombrosos esclaus negres del país Zanj i altres llocs de la costa africana havien arribat a l'Iraq abbàssida com esclaus al llarg del temps. Les seves condicions de vida eren força dures.
La primera revolta va esclatar el 689/690 sota el govern de Khàlid ibn Abd-Al·lah al-Qasrí, successor de Mússab ibn az-Zubayr. Es va tractar de petites bandes organitzades dedicades al pillatge, de feble importància, dispersades ràpidament per l'exèrcit; els que foren capturats foren decapitats.
La segona revolta es va produir al cap de cinc anys, el 694. Estava millor organitzada. Rabah o Riyah, àlies Shir Zanj (el Lleó dels Zanj) la va dirigir. Foren necessàries dues expedicions per sotmetre els rebels.
La tercera revolta, la més important i coneguda, es va desenvolupar entre 869 i 883 al baix Iraq i Khuzestan, i va causar milers de morts. La va dirigir Alí ibn Muhàmmad az-Zanjí, àlies Sahib al-Zanj (el Senyor dels Zanj), poeta de talent, profeta frustrat i que havia arribat a relacionar-se amb les altes esferes a Samarra. No era zanj però en els zanj va trobar el seu suport. Al front d'un grup reduït de seguidors va atacar una fortalesa on va trobar esclaus que es va emportar a les maresmes on va trobar altres grups d'esclaus fugitius. Progressivament Alí va reunir un gran nombre d'esclaus als quals va prometre que dirigiria fins a fer-los propietaris, i va jurar no trair-los mai i tractar-los correctament. Els rebels eren tots esclaus encarregats de les feines més dures o del treball al camp en grups d'entre 500 i 5.000 que rebien per la seva feina només una mica de farina, esmola i dàtils, sense esperança, sense res a perdre. El territori del baix Iraq era propici a la guerrilla i el poder califal ja estava en decadència. Les qualitats organitzatives del líder també van tenir un paper important. Primer va agafar els propietaris i els va fer fuetejar abans d'alliberar-los, aconseguint l'adhesió de molts altres esclaus individualment o en grup.
En un primer període de 869 a 879 la rebel·lió va triomfar i es va expandir sense capacitat de resposta pel califat. Els rebels es van procurar armes i van crear campaments inaccessibles ben fortificats des d'on feien ràtzies; les emboscades eren freqüents i les batalles sovint els eren favorables. Cada vegada més esclaus s'unien a l'exèrcit rebel i van poder ocupar al-Ubulla, Abadan, Bàssora, Wasit, Djubba, Ahwaz i en general totes les ciutats del baix Iraq i del Khuzestan, que després de saquejar abandonaven. Quan l'exèrcit abbàssida hi entrava no quedava gaire cosa. L'exèrcit no podia perseguir els rebels perquè eren arreu i enlloc. L'existència de problemes majors va demorar la solució de la revolta. En els combats generalment no es feien presoners. L'assalt a Bàssora fou particularment cruel: al-Tabari (la principal font de la revolta) diu que va provocar més de 25.000 morts. Després de l'atac a Bàssora, Alí ibn Muhàmmad ja no fou anomenat més per al-Tabari com el Senyor dels Zanj, sinó com l'«Abominable».
Alí ibn Muhàmmad va establir la seva capital a la regió dels canals a al-Mukhtara, i va encunyar moneda, va organitzar el seu domini com un estat, i va intentar aliances amb altres rebels com els d'Hamdan Karmat i el de Yaqub ibn al-Layth. Des de 879 a 883, el califat va passar a l'ofensiva, actuant metòdicament, arrasant tot al seu pas i empenyent els zanj a la regió dels canals on van quedar assetjats pel regent al-Muwàffaq i el seu fill Abu-l-Abbàs (el futur califa al-Mútadid). Mort Alí ibn Muhàmmad en la lluita, els seus lloctinents foren fets presoners i portats a Bagdad on foren decapitats dos anys després; els seus parents van morir a presó.